# Tatsu-Gletscher
Der Tatsu-Gletscher ist ein 2 km langer Gletscher auf der Alexander-I.-Insel westlich der Antarktischen Halbinsel. In den Finlandia Foothills fließt er nördlich des Ryu Ridge vom Dragon Peak in östlicher Richtung zum Sibelius-Gletscher.
Das UK Antarctic Place-Names Committee benannte ihn 2018. Namensgeber ist das japanische 竜 (Tatsu, auch Ryu) für Drache.